# Marocco ai Giochi olimpici
Il Marocco ha partecipato per la prima volta ai Giochi olimpici nel 1960.
Gli atleti marocchini hanno vinto 24 medaglie ai Giochi olimpici estivi, mentre non ne hanno vinta nessuna ai Giochi olimpici invernali.
Il Comitato Olimpico Marocchino venne creato e riconosciuto dal CIO nel 1959.

## Medaglieri

### Medaglie alle Olimpiadi estive
| Giochi                 | Oro              | Argento          | Bronzo           | Totale           |
| ---------------------- | ---------------- | ---------------- | ---------------- | ---------------- |
| 1960 Roma              | 0                | 1                | 0                | 1                |
| 1964 Tokyo             | 0                | 0                | 0                | 0                |
| 1968 Città del Messico | 0                | 0                | 0                | 0                |
| 1972 Monaco            | 0                | 0                | 0                | 0                |
| 1976 Montreal          | 0                | 0                | 0                | 0                |
| 1980 Mosca             | non partecipante | non partecipante | non partecipante | non partecipante |
| 1984 Los Angeles       | 2                | 0                | 0                | 2                |
| 1988 Seoul             | 1                | 0                | 2                | 3                |
| 1992 Barcellona        | 1                | 1                | 1                | 3                |
| 1996 Atlanta           | 0                | 0                | 2                | 2                |
| 2000 Sydney            | 0                | 1                | 4                | 5                |
| 2004 Atene             | 2                | 1                | 0                | 3                |
| 2008 Pechino           | 0                | 1                | 1                | 2                |
| 2012 Londra            | 0                | 0                | 1                | 1                |
| 2016 Rio de Janeiro    | 0                | 0                | 1                | 1                |
| 2020 Tokyo             | 1                | 0                | 0                | 1                |
| 2024 Parigi            | 1                | 0                | 1                | 2                |
| Totale                 | 8                | 5                | 13               | 26               |

### Medaglie alle Olimpiadi invernali
| Giochi              | Oro              | Argento          | Bronzo           | Totale           |
| ------------------- | ---------------- | ---------------- | ---------------- | ---------------- |
| 1968 Grenoble       | 0                | 0                | 0                | 0                |
| 1972 Sapporo        | non partecipante | non partecipante | non partecipante | non partecipante |
| 1976 Innsbruck      | non partecipante | non partecipante | non partecipante | non partecipante |
| 1980 Lake Placid    | non partecipante | non partecipante | non partecipante | non partecipante |
| 1984 Sarajevo       | 0                | 0                | 0                | 0                |
| 1988 Calgary        | 0                | 0                | 0                | 0                |
| 1992 Albertville    | 0                | 0                | 0                | 0                |
| 1994 Lillehammer    | non partecipante | non partecipante | non partecipante | non partecipante |
| 1998 Nagano         | non partecipante | non partecipante | non partecipante | non partecipante |
| 2002 Salt Lake City | non partecipante | non partecipante | non partecipante | non partecipante |
| 2006 Torino         | non partecipante | non partecipante | non partecipante | non partecipante |
| 2010 Vancouver      | 0                | 0                | 0                | 0                |
| 2014 Sochi          | 0                | 0                | 0                | 0                |
| 2018 PyeongChang    | 0                | 0                | 0                | 0                |
| 2022 Pechino        | 0                | 0                | 0                | 0                |
| Totale              | 0                | 0                | 0                | 0                |

### Medagliati
| Medaglia | Atleta               | Edizione            | Sport            | Evento              |
| -------- | -------------------- | ------------------- | ---------------- | ------------------- |
| Oro      | Nawal El Moutawakel  | 1984 Los Angeles    | Atletica leggera | 400m ostacoli donne |
| Oro      | Saïd Aouita          | 1984 Los Angeles    | Atletica leggera | 5000m uomini        |
| Oro      | Brahim Boutayeb      | 1988 Seoul          | Atletica leggera | 10.000m uomini      |
| Oro      | Khalid Skah          | 1992 Barcellona     | Atletica leggera | 10.000m uomini      |
| Oro      | Hicham El Guerrouj   | 2004 Atene          | Atletica leggera | 1500m uomini        |
| Oro      | Hicham El Guerrouj   | 2004 Atene          | Atletica leggera | 5000m uomini        |
| Oro      | Soufiane el-Bakkali  | 2020 Tokyo          | Atletica leggera | 3000m siepi uomini  |
| Argento  | Rhadi Ben Abdesselam | 1960 Roma           | Atletica leggera | Maratona uomini     |
| Argento  | Rachid El Basir      | 1992 Barcellona     | Atletica leggera | 1500m uomini        |
| Argento  | Hicham El Guerrouj   | 2000 Sydney         | Atletica leggera | 1500m uomini        |
| Argento  | Hasna Benhassi       | 2004 Atene          | Atletica leggera | 800m donne          |
| Argento  | Jaouad Gharib        | 2008 Pechino        | Atletica leggera | Maratona uomini     |
| Bronzo   | Saïd Aouita          | 1988 Seoul          | Atletica leggera | 800m uomini         |
| Bronzo   | Abdelhak Achik       | 1988 Seoul          | Pugilato         | Pesi Piuma          |
| Bronzo   | Mohammed Achik       | 1992 Barcellona     | Pugilato         | Pesi Gallo          |
| Bronzo   | Salah Hissou         | 1996 Atlanta        | Atletica leggera | 10000m uomini       |
| Bronzo   | Khalid Boulami       | 1996 Atlanta        | Atletica leggera | 5000m uomini        |
| Bronzo   | Ali Ezzine           | 2000 Sydney         | Atletica leggera | 3000m siepi         |
| Bronzo   | Nezha Bidouane       | 2000 Sydney         | Atletica leggera | 400 ostacoli donne  |
| Bronzo   | Brahim Lahlafi       | 2000 Sydney         | Atletica leggera | 5000m uomini        |
| Bronzo   | Tahar Tamsamani      | 2000 Sydney         | Pugilato         | Pesi Piuma          |
| Bronzo   | Hasna Benhassi       | 2008 Pechino        | Atletica leggera | 800m donne          |
| Bronzo   | Abdalaati Iguider    | 2012 Londra         | Atletica leggera | 1500m uomini        |
| Bronzo   | Mohammed Rabii       | 2016 Rio de Janeiro | Pugilato         | Pesi Welter         |

### Medaglie per disciplina
| Sport            | Oro | Argento | Bronzo | Totale |
| ---------------- | --- | ------- | ------ | ------ |
| Atletica leggera | 8   | 5       | 8      | 21     |
| Pugilato         | 0   | 0       | 4      | 4      |
| Calcio           | 0   | 0       | 1      | 1      |
| Totale           | 8   | 5       | 13     | 26     |